# Grigore Obreja
Grigore Obreja (6 novembre 1967 – 1º giugno 2016) è stato un canoista rumeno.

## Palmarès

### Olimpiadi
- 1 medaglia:
  - 1 bronzo (Atlanta 1996 nel C-2 500 m)

### Mondiali
- 1 medaglia:
  - 1 oro (Città del Messico 1994 nel C-2 500 m)